# 塞韦拉克堡—罗德兹铁路
塞韦拉克堡－罗德兹铁路（法語：Ligne de Sévérac-le-Château à Rodez）是法国的一条铁路，起点为塞韦拉克堡站，与贝济耶－讷萨格铁路相连；终点为罗德兹站，全长44.7公里。该铁路于1863年建成通车，2017年因客流量较小而关闭。该铁路在法国铁路系统中的编号为725000。

## 历史
塞韦拉克堡－罗德兹铁路修建计划于19世纪中期被提出，最初为米约－罗德兹铁路，此后米约至塞韦拉克堡之间的路段成为贝济耶－讷萨格铁路的一部分。南部-加龙运河铁路公司负责修建该铁路，1863年建成通车，1938年起由法国国家铁路公司管理。
自20世纪中后期以来，该铁路所途径的法国中央高原地区人口持续外流，使得该铁路客流量不断下降。2017年12月，该铁路全线关闭。

## 路线
塞韦拉克堡－罗德兹铁路由塞韦拉克堡站向西北引出，大致沿阿韦龙河平行，最终到达罗德兹站，与多个方向的铁路连接。

## 车站列表
| 塞韦拉克堡－罗德兹铁路车站列表                                                    |         |                                                                                     |                          |                    |
| 车站                                                                              | 公里数* | 交汇路线                                                                            | 本线停靠车种             | 可换乘交通         |
| Sévérac-le-Château 塞韦拉克堡站                                                   | 579.559 | 贝济耶－讷萨格铁路（贝济耶/米约方向）↑ 贝济耶－讷萨格铁路（讷萨格方向）↙            | Intercités TER Occitanie |                    |
| Gaillac-d'Aveyron 阿韦龙河畔加亚克站                                              | 591.370 |                                                                                     |                          |                    |
| Laissac 莱萨克站                                                                  | 601.062 |                                                                                     |                          |                    |
| Bertholène 贝尔托莱讷站                                                           | 606.364 |                                                                                     |                          |                    |
| Gages 加日站                                                                      | 613.238 |                                                                                     |                          |                    |
| Rodez 罗德兹站                                                                    | 624.277 | 卡普德纳克－罗德兹铁路（卡普德纳克方向）↙ 卡斯泰尔诺达里－罗德兹铁路（阿尔比方向）↘ | Intercités TER Occitanie | 罗德兹城市公共交通 |
| *注：零公里起点为波尔多圣让站；划线车站为已关闭车站；灰色部分表示其所在线路已关闭 |         |                                                                                     |                          |                    |